# Filmový festival v Cannes
Filmový festival v Cannes (francouzsky: le Festival de Cannes) byl založen v roce 1946 a patří mezi nejstarší a nejprestižnější filmové festivaly vedle festivalů v Benátkách nebo Berlíně. Festival je pořádán každoročně v Cannes na francouzské riviéře, obvykle v měsíci květnu.

## Festival

### Program

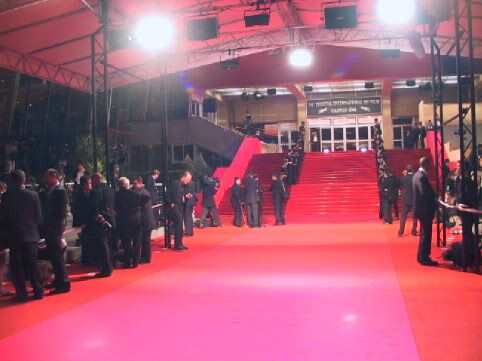
Červený koberec na festivalu v Cannes.

Filmový festival v Cannes je rozdělen do několika částí:
- oficiální výběr – hlavní událost festivalu.
  - Hlavní soutěž – dvacet filmů bojuje o cenu Zlaté palmy. Promítány jsou v Théâtre Lumière.
  - Un certain regard – dvacet filmů vybraných z různých zemí, originálních a odlišných prací. Promítány jsou v Salle Debussy.
  - Mimo soutěž – tyto filmy jsou taktéž promítány v Théâtre Lumière, ale nesoutěží o hlavní cenu
  - Zvláštní promítání – porota si vybere filmy, které padly přesně jejich vkusu.
  - Cinéfondation – kolem padesáti krátkých a středně dlouhých filmů z filmových škol z celého světa jsou promítány v Salle Buñuel.
  - Krátkometrážní filmy – soutěž o Zlatou palmu o nejlepší krátký film, která je promítána v divadlech Buñuel a Debussy.

## Festivalová ocenění
Nejprestižnější filmovou cenou v Cannes je Zlatá palma („Palme d'Or") udělována za nejlepší film. Zlatá palma byla poprvé udělena v roce 1955, v letech 1939 až 1954 byla hlavní cenou Velká cena („Grand Prix du Festival International du Film") stejně jako tak později v letech 1964 až 1974.
| Kategorie                             | Originální název                | Udělován od roku |
| ------------------------------------- | ------------------------------- | ---------------- |
| Zlatá palma                           | Palme d'or                      | 1955             |
| Velká cena poroty                     | Grand Prix                      | 1959             |
| Nejlepší herečka                      | Prix d'interprétation féminine  | 1946             |
| Nejlepší herec                        | Prix d'interprétation masculine | 1946             |
| Nejlepší režie                        | Prix de la mise en scène        | 1946             |
| Nejlepší scénář                       | Prix du scénario                | 1969             |
| Cena poroty                           | Prix du Jury                    | 1952             |
| Zlatá palma za nejlepší krátký film   | Palme d'or du court métrage     | 1953             |
| Zlatá kamera – Nejlepší filmový debut | Prix de la Caméra d'or          | 1978             |

### Zlatá palma (Palme d'Or)
| Rok  | Film                                                            | Režie                            | Národnost režiséra (v době vydání filmu) |
| ---- | --------------------------------------------------------------- | -------------------------------- | ---------------------------------------- |
| 1975 | Chronique des années de braise (Chronicle of the Years of Fire) | Mohammed Lakhdar-Hamina          | Alžírsko                                 |
| 1976 | Taxikář (Taxi Driver)                                           | Martin Scorsese                  | USA                                      |
| 1977 | Padre Padrone                                                   | Paolo Taviani a Vittorio Taviani | Itálie                                   |
| 1978 | Strom na dřeváky (L'albero degli zoccoli)                       | Ermanno Olmi                     | Itálie                                   |
| 1979 | Apokalypsa (Apocalypse Now)                                     | Francis Ford Coppola             | USA                                      |
| 1979 | Plechový bubínek (Die Blechtrommel)                             | Volker Schlöndorff               | Západní Německo                          |
| 1980 | All That Jazz                                                   | Bob Fosse                        | USA                                      |
| 1980 | Kagemusha                                                       | Akira Kurosawa                   | Japonsko                                 |
| 1981 | Člověk ze železa (Człowiek z żelaza)                            | Andrzej Wajda                    | Polsko                                   |
| 1982 | Nezvěstný (The Missing)                                         | Costa-Gavras                     | Řecko                                    |
| 1982 | Cesta (Yol)                                                     | Yılmaz Güney a Şerif Gören       | Turecko                                  |
| 1983 | Balada o Narajamě (Narayama bushiko)                            | Shohei Imamura                   | Japonsko                                 |
| 1984 | Paříž, Texas (Paris, Texas)                                     | Wim Wenders                      | Západní Německo                          |
| 1985 | Otec na služební cestě (Otac na službenom putu)                 | Emir Kusturica                   | Jugoslávie                               |
| 1986 | Mise (The Mission)                                              | Roland Joffé                     | Spojené království                       |
| 1987 | Pod sluncem Satanovým (Sous le soleil de Satan)                 | Maurice Pialat                   | Francie                                  |
| 1988 | Pelle Dobyvatel (Pelle erobreren)                               | Bille August                     | Dánsko                                   |
| 1989 | Sex, lži a video (Sex, Lies & Videotape)                        | Steven Soderbergh                | USA                                      |
| 1990 | Zběsilost v srdci (Wild At Heart)                               | David Lynch                      | USA                                      |
| 1991 | Barton Fink                                                     | Joel a Ethan Coen                | USA                                      |
| 1992 | S nejlepšími úmysly (Den goda viljan)                           | Bille August                     | Dánsko                                   |
| 1993 | Sbohem, má konkubíno (Bàwáng bié jī)                            | Čchen Kchaj-ke                   | Čína                                     |
| 1993 | Piano (The Piano)                                               | Jane Campion                     | Nizozemsko                               |
| 1994 | Pulp Fiction                                                    | Quentin Tarantino                | USA                                      |
| 1995 | Underground (Podzemlje)                                         | Emir Kusturica                   | Jugoslávie                               |
| 1996 | Tajnosti a lži (Secrets & Lies)                                 | Mike Leigh                       | Spojené království                       |
| 1997 | Chuť třešní (Ta'm-e gīlās)                                      | Abbás Kiarostamí                 | Írán                                     |
| 1997 | Unagi (The Eel)                                                 | Shohei Imamura                   | Japonsko                                 |
| 1998 | Věčnost a den (Mia aioniotita kai mia mera)                     | Theo Angelopoulos                | Řecko                                    |
| 1999 | Rosetta                                                         | Luc a Jean-Pierre Dardenne       | Belgie                                   |
| 2000 | Tanec v temnotách (Dancer in the Dark)                          | Lars von Trier                   | Dánsko                                   |
| 2001 | Synův pokoj (La stanza del figlio)                              | Nanni Moretti                    | Itálie                                   |
| 2002 | Pianista (The Pianist)                                          | Roman Polański                   | Polsko                                   |
| 2003 | Elephant                                                        | Gus Van Sant                     | USA                                      |
| 2004 | Fahrenheit 9/11                                                 | Michael Moore                    | USA                                      |
| 2005 | Dítě (L'enfant)                                                 | Luc a Jean-Pierre Dardenne       | Belgie                                   |
| 2006 | Zvedá se vítr (The Wind That Shakes the Barley)                 | Ken Loach                        | Spojené království                       |
| 2007 | 4 měsíce, 3 týdny a 2 dny (4 luni, 3 săptămâni şi 2 zile)       | Cristian Mungiu                  | Rumunsko                                 |
| 2008 | Mezi zdmi (Entre les murs)                                      | Laurent Cantet                   | Francie                                  |
| 2009 | Bílá stuha (Das weiße Band)                                     | Michael Haneke                   | Rakousko                                 |
| 2010 | Strýček Búnmí (Lung Bunmi Raluek Chat)                          | Apichatpong Weerasethakul        | Thajsko                                  |
| 2011 | Strom života (The Tree of Life)                                 | Terrence Malick                  | USA                                      |
| 2012 | Láska (Amour)                                                   | Michael Haneke                   | Rakousko                                 |
| 2013 | Život Adele (La Vie d'Adèle)                                    | Abdellatif Kechiche              | Francie                                  |
| 2014 | Zimní spánek (Kış Uykusu)                                       | Nuri Bilge Ceylan                | Turecko                                  |
| 2015 | Dheepan                                                         | Jacques Audiard                  | Francie                                  |
| 2016 | Já, Daniel Blake (I, Daniel Blake)                              | Ken Loach                        | Spojené království                       |
| 2017 | Čtverec (The Square)                                            | Ruben Östlund                    | Švédsko                                  |
| 2018 | Zloději (万引き家族, Manbiki kazoku)                            | Hirokazu Kore'eda                | Japonsko                                 |
| 2019 | Parazit (기생충, Gisaengchung)                                  | Joon-ho Bong                     | Jižní Korea                              |
| 2021 | Titane                                                          | Julia Ducournau                  | Francie                                  |
| 2022 | Trojúhelník smutku (Triangle of Sadness)                        | Ruben Östlund                    | Švédsko                                  |
| 2023 | Anatomie pádu (Anatomie d'une chute)                            | Justine Triet                    | Francie                                  |
| 2024 | Anora                                                           | Sean Baker                       | USA                                      |
| 2025 | Drobná nehoda (یک تصادف ساده)                                   | Džafar Panahí                    | Írán                                     |

### Cena poroty (Prix du Jury)
Cena poroty je udělována oficiální porotou festivalu v Cannes, kteří vybírají snímek z hlavní sekce festivalu.
| Rok  | Film/                                              | Režie                                          | Národnost režiséra (v době vydání filmu) |
| ---- | -------------------------------------------------- | ---------------------------------------------- | ---------------------------------------- |
| 1989 | Ježíš z Montrealu (Jésus de Montréal)              | Denys Arcand                                   | Kanada                                   |
| 1990 | Tajné složky (Hidden Agenda)                       | Ken Loach                                      | Spojené království                       |
| 1991 | Evropa (Europa)                                    | Lars von Trier                                 | Dánsko                                   |
| 1991 | Hors la vie                                        | Maroun Bagdadi                                 | Libanon                                  |
| 1992 | El Sol del Membrillo (Dream of Light)              | Victor Erice                                   | Španělsko                                |
| 1992 | Samstoyatelnaya zhizn                              | Vitalij Kanevski                               | Rusko                                    |
| 1993 | Hsimeng Rensheng (The Puppetmaster)                | Chou Siao-sien                                 | Tchaj-wan                                |
| 1993 | Pršící kameny (Raining Stones)                     | Ken Loach                                      | Spojené království                       |
| 1994 | Královna Margot (La Reine Margot)                  | Patrice Chereau                                | Francie                                  |
| 1995 | Nezapomeň, že zemřeš                               | Xavier Beauvois                                | Francie                                  |
| 1995 | V žáru lásky (Carrington)                          | Christopher Hampton                            | Spojené království                       |
| 1996 | Crash                                              | David Cronenberg                               | Kanada                                   |
| 1997 | Western                                            | Manuel Poirier                                 | Francie                                  |
| 1998 | La classe de neige (Class Trip)                    | Claude Miller                                  | Francie                                  |
| 1999 | La Lettre (The Letter)                             | Manoel de Oliveira                             | Portugalsko                              |
| 2000 | Takhte Siah (Blackboards)                          | Samira Makhmalbaf                              | Írán                                     |
| 2000 | Písně z druhého patra (Sånger Från Andra Våningen) | Roy Andersson                                  | Švédsko                                  |
| 2001 | bez ocenění                                        | bez ocenění                                    | bez ocenění                              |
| 2002 | Yadon ilaheyya (Divine Intervention)               | Elia Suleiman                                  | Palestina                                |
| 2003 | V pět odpoledne (Panj e asr)                       | Samira Makhmalbaf                              | Írán                                     |
| 2004 | Sud Pralad (Tropical Malady)                       | Apichatpong Weerasethakul                      | Thajsko                                  |
| 2005 | Qing hong (Shanghai Dreams)                        | Wang Xiaoshuai                                 | Čína                                     |
| 2006 | Red Road                                           | Andrea Arnold                                  | Spojené království                       |
| 2007 | Persepolis                                         | Marjane Satrapi Vincent Paronnaud              | Francie                                  |
| 2007 | Stellet Licht (Silent Light)                       | Carlos Reygadas                                | Mexiko                                   |
| 2008 | Il Divo                                            | Paolo Sorrentino                               | Itálie                                   |
| 2009 | Thirst                                             | Pak Čchan-uk                                   | Korea                                    |
| 2009 | Fish Tank                                          | Andrea Arnold                                  | Spojené království                       |
| 2010 | Křičící muž (Homme qui crie)                       | Mahamat-Saleh Haroun                           | Čad, Francie                             |
| 2011 | Polisse                                            | Maïwenn                                        | Francie                                  |
| 2012 | Andělský podíl (The Angels' Share)                 | Ken Loach                                      | Spojené království                       |
| 2013 | Jaký otec, takový syn (Soshite chichi ni naru)     | Hirokazu Kore-Eda                              | Japonsko                                 |
| 2014 | Mami! (Mommy)                                      | Xavier Dolan                                   | Kanada                                   |
| 2014 | Sbohem jazyku (Adieu au langage)                   | Jean-Luc Godard                                | Švýcarsko                                |
| 2015 | Humr (Ο Αστακός)                                   | Giorgos Lanthimos                              | Řecko                                    |
| 2016 | American Honey                                     | Andrea Arnold                                  | Spojené království                       |
| 2017 | Nemilovaní (Нелюбовь)                              | Andrej Zvjagincev                              | Rusko                                    |
| 2018 | Kafarnaum (کفرناحوم, Cafarnaúm)                    | Nadine Labaki                                  | Libanon                                  |
| 2019 | Bídníci (Les Misérables)                           | Ladj Ly                                        | Francie                                  |
| 2019 | Bacurau (Bacurau)                                  | Kleber Mendonça Filho, Juliano Dornelles       | Brazílie                                 |
| 2021 | Ahed's Knee                                        | Nadav Lapid                                    | Izrael                                   |
| 2021 | Memoria                                            | Apichatpong Weerasethakul                      | Thajsko                                  |
| 2022 | Osm hor (Le otto montagne)                         | Felix van Groeningen a Charlotte Vandermeersch | Itálie, Belgie, Francie                  |
| 2022 | EO                                                 | Jerzy Skolimowski                              | Polsko                                   |
| 2023 | Karaoke blues (Kuolleet lehdet)                    | Aki Kaurismäki                                 | Finsko                                   |
| 2024 | Emilia Pérez                                       | Jacques Audiard                                | Francie                                  |
| 2025 | Sirat (Sirāt)                                      | Oliver Laxe                                    | Španělsko                                |
| 2025 | Sound of Falling (In die Sonne schauen)            | Mascha Schilinski                              | Německo                                  |

### Velká cena (Grand Prix)
| Rok  | Film                                               | Režie                        | Národnost režiséra (v době vydání filmu)        |
| ---- | -------------------------------------------------- | ---------------------------- | ----------------------------------------------- |
| 1989 | Bio Ráj (Nuovo cinema Paradiso)                    | Giuseppe Tornatore           | Itálie                                          |
| 1989 | Trop belle pour toi (Too Beautiful for You)        | Bertrand Blier               | Francie                                         |
| 1990 | Tilai (The Law)                                    | Idrissa Ouedraogo            | Burkina Faso                                    |
| 1990 | Shi no Toge (The Sting of Death)                   | Kôhei Oguri                  | Japonsko                                        |
| 1991 | Krásná hašteřilka (La Belle Noiseuse)              | Jacques Rivette              | Francie                                         |
| 1992 | Zloděj dětí (Il Ladro di bambini)                  | Gianni Amelio                | Itálie                                          |
| 1993 | Tak daleko, tak blízko! (In weiter Ferne, so nah!) | Wim Wenders                  | Německo                                         |
| 1994 | Unaveni sluncem (Utomljonnyje solncem)             | Nikita Michalkov             | Rusko                                           |
| 1994 | Žít (Chuo-če)                                      | Čang I-mou                   | Čína                                            |
| 1995 | Odysseova cesta (To Vlemma tou Odyssea)            | Theo Angelopoulos            | Řecko                                           |
| 1996 | Prolomit vlny (Breaking the Waves)                 | Lars von Trier               | Dánsko                                          |
| 1997 | Sladké zítřky (The Sweet Hereafter)                | Atom Egoyan                  | Kanada                                          |
| 1998 | Život je krásný (La vita è bella)                  | Roberto Benigni              | Itálie                                          |
| 1999 | Humanité                                           | Bruno Dumont                 | Francie                                         |
| 2000 | Guizi lai le (Devils on the Doorstep)              | Jiang Wen                    | Čína                                            |
| 2001 | Pianistka (La Pianiste)                            | Michael Haneke               | Rakousko                                        |
| 2002 | Muž bez minulosti (Mies vailla menneisyyttä)       | Aki Kaurismäki               | Finsko                                          |
| 2003 | Uzak (Distant)                                     | Nuri Bilge Ceylan            | Turecko                                         |
| 2004 | Oldboy                                             | Pak Čchanuk                  | Jižní Korea                                     |
| 2005 | Zlomené květiny (Broken Flowers)                   | Jim Jarmusch                 | USA                                             |
| 2006 | Flandres (Flanders)                                | Bruno Dumont                 | Francie                                         |
| 2007 | Mogari no mori (The Mourning Forest)               | Naomi Kawase                 | Japonsko                                        |
| 2008 | Gomorrah (Gomorra)                                 | Matteo Garrone               | Itálie                                          |
| 2009 | Prorok (A Prophet)                                 | Jacques Audiard              | Francie                                         |
| 2010 | O bozích a lidech (Des hommes et des dieux)        | Xavier Beauvois              | Francie                                         |
| 2011 | Tenkrát v Anatolii (Once Upon a Time in Anatolia)  | Nuri Bilge Ceylan            | Turecko                                         |
| 2011 | Kluk na kole (The Kid with a Bike)                 | Jean-Pierre a Luc Dardennovi | Belgie                                          |
| 2012 | Reality Show (Reality Show)                        | Matteo Garrone               | Itálie                                          |
| 2013 | V nitru Llewyna Davise (Inside Llewyn Davis)       | Joel Coen a Ethan Coen       | USA                                             |
| 2014 | Zázraky (Le Meraviglie)                            | Alice Rohrwacher             | Itálie                                          |
| 2015 | Saulův syn (Saul fia)                              | László Nemes                 | Maďarsko                                        |
| 2016 | Toni Erdmann                                       | Maren Ade                    | Německo                                         |
| 2017 | 120 BMP (120 battements par minute)                | Robin Campillo               | Francie                                         |
| 2018 | BlacKkKlansman                                     | Spike Lee                    | Spojené státy americké                          |
| 2019 | Atlantique                                         | Mati Diop                    | Senegal                                         |
| 2021 | A Hero                                             | Asghar Farhadi               | Írán                                            |
| 2021 | Hytti nro 6                                        | Juho Kuosmanen               | Finsko                                          |
| 2022 | Blízko                                             | Lukas Dhont                  | Nizozemsko, Belgie, Francie                     |
| 2022 | Hvězdy v poledne                                   | Claire Denis                 | Francie, Panama, USA                            |
| 2023 | Zóna zájmu                                         | Jonathan Glazer              | Spojené království, Polsko                      |
| 2024 | Záblesky naděje                                    | Payal Kapadia                | Indie, Francie, Itálie, Nizozemsko, Lucembursko |
| 2025 | Citová hodnota (Sentimental Value)                 | Joachim Trier                | Norsko                                          |

### Cena pro nejlepší herečku (Prix d'interprétation féminine)
| Rok  | Jméno herečky        | Film                                                | Země původu herečky |
| ---- | -------------------- | --------------------------------------------------- | ------------------- |
| 1993 | Holly Hunter         | Piano (The Piano)                                   | USA                 |
| 1994 | Virna Lisi           | Královna Margot (La regina Margot)                  | Itálie              |
| 1995 | Helen Mirren         | Šílenství krále Jiřího (The Madness of King George) | Spojené království  |
| 1996 | Brenda Blethyn       | Tajnosti a lži (Secrets & Lies)                     | Spojené království  |
| 1997 | Kathy Burke          | Pouze vnitrožilně (Nil by Mouth)                    | Spojené království  |
| 1998 | Natacha Régnierová   | Vysněný život andělů (La Vie rêvée des anges)       | Belgie              |
| 1998 | Élodie Bouchez       | Vysněný život andělů (La Vie rêvée des anges)       | Francie             |
| 1999 | Séverine Caneele     | L'humanité                                          | Francie             |
| 1999 | Émilie Dequenne      | Rosetta                                             | Belgie              |
| 2000 | Björk                | Tanec v temnotách (Dancer in the Dark)              | Island              |
| 2001 | Isabelle Huppert     | Pianistka (La Pianiste)                             | Francie             |
| 2002 | Kati Outinen         | Muž bez minulosti (Mies vailla menneisyyttä)        | Finsko              |
| 2003 | Marie-Josée Croze    | Invaze barbarů (Les invasions barbares)             | Kanada              |
| 2004 | Maggie Cheung        | Život je peklo (Clean)                              | Hongkong            |
| 2005 | Hana Laslo           | Free Zone                                           | Izrael              |
| 2006 | Yohana Cobo          | Volver                                              | Španělsko           |
| 2006 | Penélope Cruz        | Volver                                              | Španělsko           |
| 2006 | Lola Dueñas          | Volver                                              | Španělsko           |
| 2006 | Chus Lampreave       | Volver                                              | Španělsko           |
| 2006 | Carmen Maura         | Volver                                              | Španělsko           |
| 2006 | Blanca Portillo      | Volver                                              | Španělsko           |
| 2007 | Jeon Do-yeon         | Skryté paprsky slunce (밀양)                        | Jižní Korea         |
| 2008 | Sandra Corveloni     | Linha de Passe                                      | Brazílie            |
| 2009 | Charlotte Gainsbourg | Antikrist (Antichrist)                              | Francie             |
| 2010 | Juliette Binoche     | Věrná kopie (Copie conforme)                        | Francie             |
| 2011 | Kirsten Dunst        | Melancholia                                         | USA                 |
| 2012 | Cristina Flutur      | Na druhé straně kopců (După dealuri)                | Rumunsko            |
| 2012 | Cosmina Stratan      | Na druhé straně kopců (După dealuri)                | Rumunsko            |
| 2013 | Bérénice Bejo        | Minulost (Le Passé)                                 | Francie             |
| 2014 | Julianne Moore       | Mapy ke hvězdám (Maps to the Stars)                 | USA                 |
| 2015 | Emmanuelle Bercot    | Můj král (Mon roi)                                  | Francie             |
| 2015 | Rooney Mara          | Carol                                               | USA                 |
| 2016 | Jaclyn Jose          | Ma' Rosa                                            | Filipíny            |
| 2017 | Diane Krugerová      | Odnikud (Aus dem Nichts)                            | Německo             |
| 2018 | Samal Esljamova      | Ajka (Ayka)                                         | Německo             |
| 2019 | Emily Beecham        | Little Joe                                          | Spojené království  |
| 2021 | Renate Reinsve       | Verdens verste menneske                             | Norsko              |
| 2022 | Zar Amir Ebrahimi    | Svatý pavouk (عنکبوت مقدس)                          | Írán                |

### Cena pro nejlepšího herce (Prix d'interprétation masculine)
| Rok  | Jméno herce           | Film                                                 | Země původu herce  |
| ---- | --------------------- | ---------------------------------------------------- | ------------------ |
| 1993 | David Thewlis         | Nahý (Naked)                                         | Spojené království |
| 1994 | You Ge                | 活著                                                 | Čína               |
| 1995 | Jonathan Pryce        | V žáru lásky (Carrington)                            | Spojené království |
| 1996 | Pascal Duquenne       | Osmý den (Le Huitième jour)                          | Belgie             |
| 1996 | Daniel Auteuil        | Osmý den (Le Huitième jour)                          | Alžírsko           |
| 1997 | Sean Penn             | Jak ta je úžasná (She's So Lovely)                   | USA                |
| 1998 | Peter Mullan          | Jmenuji se Joe (My Name is Joe)                      | Spojené království |
| 1999 | Emmanuel Schotté      | L'humanité                                           | Francie            |
| 2000 | Tony Leung Chiu-wai   | Stvořeni pro lásku (花樣年華)                        | Hongkong           |
| 2001 | Benoît Magimel        | Pianista (La Pianiste)                               | Francie            |
| 2002 | Olivier Gourmet       | Syn (Le Fils)                                        | Belgie             |
| 2003 | Muzaffer Özdemir      | Vzdálený (Uzak)                                      | Turecko            |
| 2003 | Mehmet Emin Toprak    | Vzdálený (Uzak)                                      | Turecko            |
| 2004 | Júja Jagira           | 誰も知らない                                         | Japonsko           |
| 2005 | Tommy Lee Jones       | Tři pohřby (The Three Burials of Melquiades Estrada) | USA                |
| 2006 | Bernard Blancan       | Den vítězství (Indigènes)                            | Francie            |
| 2006 | Sami Bouajila         | Den vítězství (Indigènes)                            | Francie            |
| 2006 | Jamel Debbouze        | Den vítězství (Indigènes)                            | Francie / Maroko   |
| 2006 | Samy Naceri           | Den vítězství (Indigènes)                            | Francie            |
| 2006 | Roschdy Zem           | Den vítězství (Indigènes)                            | Francie            |
| 2007 | Konstantin Lavroněnko | Vyhoštění (Изгнание)                                 | Rusko              |
| 2008 | Benicio del Toro      | Che Guevara (Che, el Argentino)                      | Portoriko          |
| 2009 | Christoph Waltz       | Hanebný pancharti (Inglorious Bastards)              | Rakousko           |
| 2010 | Javier Bardem         | Biutiful                                             | Španělsko          |
| 2010 | Elio Germano          | La Nostra Vita                                       | Itálie             |
| 2011 | Jean Dujardin         | Umělec (The Artist)                                  | Francie            |
| 2012 | Mads Mikkelsen        | Lov (Jagten)                                         | Dánsko             |
| 2013 | Bruce Dern            | Nebraska                                             | USA                |
| 2014 | Timothy Spall         | Mr. Turner                                           | Spojené království |
| 2015 | Vincent Lindon        | Zákon trhu (La Loi du Marché)                        | Francie            |
| 2016 | Shahab Hosseini       | Klient (فروشنده)                                     | Írán               |
| 2017 | Joaquin Phoenix       | Nikdys nebyl (You Were Never Realy Here)             | Portoriko          |
| 2018 | Marcello Fonte        | Dogman (Dogman)                                      | Itálie             |
| 2019 | Antonio Banderas      | Bolest a sláva (Dolor y gloria)                      | Španělsko          |
| 2021 | Caleb Landry Jones    | Nitram                                               | USA                |
| 2022 | Song Kang-ho          | Broker (브로커)                                      | Jižní Korea        |

### Cena pro nejlepšího režiséra/režisérku (Prix de la mise en scène)
| Rok  | Režisér/ka                  | Film                                            | Země původu režiséra/režisérky |
| ---- | --------------------------- | ----------------------------------------------- | ------------------------------ |
| 1946 | René Clément                | Bitva o koleje                                  | Francie                        |
| 1947 | bez ocenění                 | bez ocenění                                     | bez ocenění                    |
| 1948 | festival se nekonal         | festival se nekonal                             | festival se nekonal            |
| 1949 | René Clément                | Au-delà des grilles                             | Francie                        |
| 1950 | festival se nekonal         | festival se nekonal                             | festival se nekonal            |
| 1951 | Luis Buñuel                 | Zapomenutí                                      | Mexiko                         |
| 1952 | Christian-Jaque             | Fanfán Tulipán                                  | Francie                        |
| 1953 | bez ocenění                 | bez ocenění                                     | bez ocenění                    |
| 1954 | bez ocenění                 | bez ocenění                                     | bez ocenění                    |
| 1955 | Jules Dassin                | Rvačka mezi muži                                | Francie                        |
| 1955 | Sergei Vasilyev             | Hrdinové Šipky                                  | Sovětský svaz                  |
| 1956 | Sergej Jutkevič             | Othello                                         | Sovětský svaz                  |
| 1957 | Robert Bresson              | K smrti odsouzený uprchl                        | Francie                        |
| 1958 | Ingmar Bergman              | Než se rozední                                  | Švédsko                        |
| 1959 | François Truffaut           | Nikdo mne nemá rád                              | Francie                        |
| 1960 | bez ocenění                 | bez ocenění                                     | bez ocenění                    |
| 1961 | Julija Solncevová           | Pověsť plamennych let                           | Sovětský svaz                  |
| 1962 | bez ocenění                 | bez ocenění                                     | bez ocenění                    |
| 1963 | bez ocenění                 | bez ocenění                                     | bez ocenění                    |
| 1964 | bez ocenění                 | bez ocenění                                     | bez ocenění                    |
| 1965 | Liviu Ciulei                | Reflektor smrti                                 | Rumunsko                       |
| 1966 | Sergej Jutkevič             | Lenin v Polše                                   | Sovětský svaz                  |
| 1967 | Ferenc Kósa                 | Deset tisíc sluncí                              | Maďarsko                       |
| 1968 | festival se nekonal         | festival se nekonal                             | festival se nekonal            |
| 1969 | Glauber Rocha               | Antonio Das Mortes                              | Brazílie                       |
| 1969 | Vojtěch Jasný               | Všichni dobří rodáci                            | Československo                 |
| 1970 | John Boorman                | Leo poslední                                    | Spojené království             |
| 1971 | bez ocenění                 | bez ocenění                                     | bez ocenění                    |
| 1972 | Miklós Jancsó               | Lid dosud prosí                                 | Maďarsko                       |
| 1973 | bez ocenění                 | bez ocenění                                     | bez ocenění                    |
| 1974 | bez ocenění                 | bez ocenění                                     | bez ocenění                    |
| 1975 | Michel Brault               | Les Ordres                                      | Kanada                         |
| 1975 | Costa-Gavras                | Zvláštní oddělení                               | Francie                        |
| 1976 | Ettore Scola                | Škaredí, špinaví a zlí                          | Itálie                         |
| 1977 | bez ocenění                 | bez ocenění                                     | bez ocenění                    |
| 1978 | Nagisa Óšima                | Ai no borei                                     | Japonsko                       |
| 1979 | Terrence Malick             | Nebeské dny                                     | USA                            |
| 1980 | bez ocenění                 | bez ocenění                                     | bez ocenění                    |
| 1981 | bez ocenění                 | bez ocenění                                     | bez ocenění                    |
| 1982 | Werner Herzog               | Fitzcarraldo                                    | Západní Německo                |
| 1983 | Robert Bresson              | Peníze                                          | Francie                        |
| 1983 | Andrej Tarkovskij           | Nostalgie                                       | Sovětský svaz                  |
| 1984 | Bertrand Tavernier          | Neděle na venkově                               | Francie                        |
| 1985 | André Téchiné               | Schůzka                                         | Francie                        |
| 1986 | Martin Scorsese             | Po zavírací době                                | USA                            |
| 1987 | Wim Wenders                 | Nebe nad Berlínem                               | Západní Německo                |
| 1988 | Fernando E. Solanas         | Jih                                             | Argentina                      |
| 1989 | Emir Kusturica              | Dům k pověšení                                  | Jugoslávie                     |
| 1990 | Pavel Lungin                | Taxi Blues                                      | Sovětský svaz                  |
| 1991 | Joel Coen a Ethan Coen      | Barton Fink                                     | USA                            |
| 1992 | Robert Altman               | Hráč                                            | USA                            |
| 1993 | Mike Leigh                  | Nahý                                            | Spojené království             |
| 1994 | Nanni Moretti               | Drahý deníčku                                   | Itálie                         |
| 1995 | Mathieu Kassovitz           | Nenávist                                        | Francie                        |
| 1996 | Joel Coen a Ethan Coen      | Fargo                                           | USA                            |
| 1997 | Wong Kar-wai                | Šťastni spolu                                   | Hongkong                       |
| 1998 | John Boorman                | Generál                                         | Spojené království             |
| 1999 | Pedro Almodóvar             | Vše o mé matce                                  | Španělsko                      |
| 2000 | Edward Yang                 | Raz dva                                         | Tchaj-wan                      |
| 2001 | Joel Coen Ethan Coen        | Muž, který nebyl                                | USA                            |
| 2001 | David Lynch                 | Mulholland Drive                                | USA                            |
| 2002 | Kwon-taek Im                | Opojen ženami a malováním                       | Jižní Korea                    |
| 2002 | Paul Thomas Anderson        | Opilí láskou                                    | USA                            |
| 2003 | Gus Van Sant                | Slon                                            | USA                            |
| 2004 | Tony Gatlif                 | Exil                                            | Francie                        |
| 2005 | Michael Haneke              | Utajený (Caché)                                 | Rakousko                       |
| 2006 | Alejandro González Iñárritu | Babel                                           | Mexiko                         |
| 2007 | Julian Schnabel             | Skafandr a motýl (Le Scaphandre et le papillon) | Francie                        |
| 2008 | Nuri Bilge Ceylan           | Tři opice (Üç Maymun)                           | Turecko                        |
| 2009 | Brillante Mendoza           | Kinatay                                         | Filipíny                       |
| 2010 | Mathieu Amalric             | Turné (Tourneé)                                 | Francie                        |
| 2011 | Nicolas Winding Refn        | Drive                                           | Dánsko                         |
| 2012 | Carlos Reygadas             | Post Tenebras Lux                               | Mexiko                         |
| 2013 | Amat Escalante              | Heli                                            | Mexiko                         |
| 2014 | Bennett Miller              | Hon na lišku (Foxcatcher)                       | USA                            |
| 2015 | Hou Hsiao-hsien             | Assassin (聶隱娘)                               | Tchaj-wan                      |
| 2016 | Cristian Mungiu             | Zkouška dospělosti (Bacalaureat)                | Rumunsko                       |
| 2016 | Oliver Assayas              | Personal Shopper                                | Francie                        |
| 2017 | Sofia Coppola               | Oklamaný (The Beguiled)                         | USA                            |
| 2018 | Paweł Pawlikowski           | Studená válka (Zimna wojna)                     | Polsko                         |
| 2019 | Bratři Dardennové           | Mladý Ahmed (Le Jeune Ahmed)                    | Belgie                         |
| 2021 | Leos Carax                  | Annette                                         | Francie                        |
| 2022 | Pak Čchan-uk                | Podezřelá (헤어질 결심)                         | Jižní Korea                    |